# Srednja šola tehniških strok Šiška
Srednja šola tehniških Šiška (kratica SŠTSŠ) je srednja poklicna šola, ki je bila ustanovljena 27. oktobra 1947 kot Industrijsko kovinarska šola Litostroj; srednja šola je bila del podjetja Litostroj.
Leta 1973 se je šoli pridružil tudi elektrotehnični oddelek, ki ga je ustanovila Iskra z dogovorom z Litostrojem.
Zaradi razpada Litostroja je 25. marca 1992 prešlo ustanoviteljstvo iz Litostroja na Republiko Slovenijo. Istega leta se je v stavbo naselila še Srednja frizerska šola Ljubljana.
Danes SŠTSŠ izvaja celostno vertikalo poklicnega izobraževanja in usposabljanja na področju elektrotehnike.
V neposredni bližini se nahaja Dijaški dom Šiška.

## Znani dijaki
- Pavle Gantar